# Vibeke Vasbo
Vibeke Vasbo, född 9 juli 1944 på ön Als, är en dansk författare och feminist. Hon var en av grundarna och frontfigurerna för både Rødstrømperne och Lesbisk Bevægelse på 1970-talet.
Vibeke Vasbo är dotter till läkarna Harald Eyvind Roesdahl (1912–1994) och Anna Helene Refslund Thomsen (1912–). Hennes syster är arkeologen Else Roesdahl och hennes mormor var politikern Ingeborg Refslund Thomsen. Vasbo tog studentexamen vid Sønderborg Statsskole 1963 och arbetade sedan ett halvår som au-pair i Cambridge, där hon tog Certificate of Proficiency i engelska språket. Hon flyttade sedan till Köpenhamn för att studera tyska och engelska på universitetet. Hon blev politiskt engagerad i 68-vänstern och studentupproret. Tillsammans med Karen Syberg bildade hon den danska gruppen av rödstrumpor 1970. Deras första aktion var att klä ut sig som sexsymboler för att sedan på Rådhuspladsen ta av sig BH:ar och slänga dem i soptunnor med skylten ”Håll Danmark rent”. Hon engagerade sig även i kampanjen för fri abort, som blev legaliserat i Danmark 1973. Hon hoppade av universitetet 1973 och utbildade sig istället till vårdbiträde på Bispebjerg Hospital.
Vasbo anslöt sig till det radikalfeministiska Lesbisk Bevægelse (LB) vid grundandet 1974, då det var en utbrytargrupp från både Rødstrømperne och Forbundet af 1948. Hon fortsatte dock att parallellt vara engagerad inom Rødstrømperne. I LB träffade Vasbo norskan Gerd Brantenberg, som hon inledde ett förhållande med. Samma år flyttade paret till Oslo, där Vasbo fick arbete som kranförare vid järnverket Kværner Brug. Hon skildrar sina erfarenheter från detta arbete, i kombination med ett homosexuellt tema, i debutromanen Al den løgn om kvinders svaghed från 1976. Hon hade då redan flyttat tillbaka till Danmark. Hon utbildade sig till lärare i religion och biologi vid Blågårds Seminarium 1977–1982.
Vasbo lämnade LB 1981 efter att hon träffat prästen Leo Thomsen i San Cataldo i Italien. Då han var verksam som sjömanspräst i engelska Hull pendlade Vasbo mellan Danmark och England. Deras förhållande gav inspiration till romanen Miraklet i Amalfi från 1984. Från 1987 var Vasbo engagerad i Dansk Forfatterforening och satt i styrelsen (1992–1997) och var vice ordförande i representantskapet (1991–1995). Hon separerade från Thomsen en månad innan hans död 1998.

## Erkännanden
- Frøken Suhrs Forfatterlegat (1980)
- Forfatterne Harald Kiddes og Astrid Ehrencron-Kiddes Legat (1987)
- Kulturministeriets nordiske rejsestipendium: till Island (1991)
- Peder Jensen Kjærgaard og Hustrus Legat (1992)
- Edith og Helge Rode Legatet (1994)